# 388 Charybdis
388 Charybdis је астероид главног астероидног појаса. Приближан пречник астероида је 114,17 km,
а средња удаљеност астероида од Сунца износи 3,004 астрономских јединица (АЈ).
Инклинација (нагиб) орбите у односу на раван еклиптике је 6,459 степени, а орбитални период износи 1902,481 дана (5,208 година). Ексцентрицитет орбите астероида износи 0,059.
Апсолутна магнитуда астероида износи 8,57 а геометријски албедо 0,050.
Астероид је откривен 7. марта 1894. године.